# Michael Martin
Michael Martin (Merrick, ...) è un giocatore di poker statunitense.
Ha vinto la tappa di Londra dell'European Poker Tour 2008, vincendo £ 1.000.000. Ha inoltre ottenuto il 5º posto nell'evento di Montecarlo 2008, in cui ha vinto € 421.000. Vanta 8 piazzamenti a premi WSOP.